# J to tha L-O!: The Remixes
J to tha L-O!: The Remixes ist das erste Remixalbum und die insgesamt dritte Albumveröffentlichung der amerikanischen Sängerin Jennifer Lopez. Es wurde in den USA am 5. Februar 2002 bei Epic Records veröffentlicht. Es wurde das erste Remixalbum in der Geschichte, das auf Platz 1 der U.S. Billboard 200 Albumcharts debütierte.

## Hintergrund
Das Remixalbum verkaufte sich in den USA in der ersten Woche über 156.000 Mal und ist eines der erfolgreichsten Remixalben aller Zeiten.
Es wurden vier Singles ausgekoppelt: I’m Real (Murder Remix), Ain’t It Funny (Murder Remix), I’m Gonna Be Alright (Track Masters Remix) und Alive. Der Metro-Remix von Walking on Sunshine wurde ein Radio-Hit, genauso wie Waiting for Tonight (Hex's Momentous Radio Mix). Beide Lieder sang Lopez an Silvester 2010 auf dem Times Square.

## Titelliste
1. Love Don’t Cost a Thing (RJ Schoolyard Mix featuring Fat Joe) (Damon Sharpe, Greg Lawson, Georgette Franklin, Jeremy Monroe, Amille Harris, Joe Cartagena) – 4:18
2. Ain’t It Funny (Murder Remix featuring Ja Rule and Caddillac Tah) (Jennifer Lopez, Cory Rooney, Irv Gotti, 7 Aurelius, Ja Rule, Eva, Caddillac Tah) – 3:49
3. I’m Gonna Be Alright (Track Masters Remix featuring Nas)1 (Lopez, Oliver, Rooney, Samuel Barnes, Jean-Claude Olivier, Cheryl Lorraine Cook, Eva, Ronald LaPread) – 2:51
4. I’m Real (Murder Remix featuring Ja Rule) (Lopez, Oliver, Eva, Rooney, L.E.S., Jeffrey Atkins, Irving Lorenzo, Rick James) – 4:18
5. Walking on Sunshine (Metro Remix) (Lopez, Sean „Puffy“ Combs, Mario Winans, Jack Knight, Michael „Lo“ Jones, Adonis Shropshire, Karen Anderson, Mechalie Jamison) – 5:50
6. If You Had My Love (Darkchild Master Mix) (Rodney Jerkins, Fred Jerkins III, LaShawn Daniels, Rooney) – 4:11
7. Feelin’ So Good (Bad Boy Remix featuring P. Diddy and G. Dep) (Rooney, Lopez, Christopher Rios, Cartagena, Combs, Steven Standard, George Logios) – 4:27
8. Let’s Get Loud (Pablo Flores Remix) (Gloria Estefan, Kike Santander) – 5:29
9. Play (Sack International Remix) (Anders Bagge, Arnthor Birgisson, Christina Milian, Rooney) – 4:18
10. Waiting for Tonight (Hex's Momentous Radio Mix) (Maria Christensen, Michael Garvin, Phil Temple) – 4:32
11. Alive (Lopez, Cris Judd, Rooney) – 4:40

Europäische Edition
1. Si Ya Se Acabó (Radio Remix) (Manny Benito, Jimmy Greco, Ray Contreras) – 3:33
2. Que Ironia (Ain't It Funny) (Tropical Dance Remix) (Lopez, Rooney, Benito) – 3:48
3. Una Noche Más 2 (Christensen, Garvin, Temple, Benito) – 4:05
4. No Me Ames (Tropical Remix mit Marc Anthony) (Giancarlo Bigazzi, Marco Falagiani, Ignacio Ballesteros, Aleandro Baldi) – 5:34

- 1 Die Europäische Edition enthält die No-Rap Version von „I'm Gonna Be Alright“ (Track Masters Remix).
- 2 Falschgedruckt als Pablo’s Miami Mix Radio Edit

## Kommerzieller Erfolg

### Chartplatzierungen
| ChartsChartplatzierungen       | Höchstplatzierung | Wochen |
| ------------------------------ | ----------------- | ------ |
| Deutschland (GfK)              | 5 (26 Wo.)        | 26     |
| Österreich (Ö3)                | 11 (11 Wo.)       | 11     |
| Schweiz (IFPI)                 | 14 (27 Wo.)       | 27     |
| Vereinigte Staaten (Billboard) | 1 (33 Wo.)        | 33     |
| Vereinigtes Königreich (OCC)   | 4 (27 Wo.)        | 27     |

| ChartsJahrescharts (2002)      | Platzierung |
| ------------------------------ | ----------- |
| Deutschland (GfK)              | 44          |
| Schweiz (IFPI)                 | 98          |
| Vereinigte Staaten (Billboard) | 49          |
| Vereinigtes Königreich (OCC)   | 48          |

### Auszeichnungen für Musikverkäufe
2004 wurde das Album von den Guinness World Records als das Remixalbum ausgezeichnet, das am meisten in der ersten Woche verkauft wurde. Das Album verkaufte sich weltweit über 3,5 Millionen Mal.
| Land/Region                  | Auszeichnungen für Musikverkäufe (Land/Region, Auszeichnung, Verkäufe) | Verkäufe  |
| ---------------------------- | ---------------------------------------------------------------------- | --------- |
| Australien (ARIA)            | Gold                                                                   | 35.000    |
| Frankreich (SNEP)            | Gold                                                                   | 100.000   |
| Kanada (MC)                  | Platin                                                                 | 100.000   |
| Neuseeland (RMNZ)            | Platin                                                                 | 15.000    |
| Niederlande (NVPI)           | Gold                                                                   | 40.000    |
| Vereinigte Staaten (RIAA)    | Platin                                                                 | 1.000.000 |
| Vereinigtes Königreich (BPI) | Platin                                                                 | 300.000   |
| Insgesamt                    | 3× Gold · 4× Platin ·                                                  | 1.590.000 |

Hauptartikel: Jennifer Lopez/Auszeichnungen für Musikverkäufe